# Василий Зайцев
Василий Григориевич Зайцев (на руски: Васи́лий Григо́рьевич За́йцев) е съветски офицер, снайперист от времето на Втората световна война, герой на Съветския съюз.

## Биография

### Ранен живот и Втора световна война (1939 – 1945)
Василий Зайцев е роден в с. Еленинка, Оренбургска губерния (днес Карталински район, Челябинска област), Русия на 23 март 1915 г.
По време на битката при Сталинград, между 10 ноември и 17 декември 1942 г., Зайцев елиминира 225 военни от Вермахта и неговите съюзници, включително 11 снайперисти. Военното му звание по онова време е младши лейтенант.

### Раняване, тежки операции и завръщане в армията
През януари 1943 г. при взрив на мина е тежко ранен и впоследствие губи зрението си. На 10 февруари 1943 г. след няколко успешни операции, направени в Москва, професор Владимир Петрович Филатов връща зрението му. Зайцев се връща в армейските редици и оглавява снайперистка школа, командва артилерийски взвод, а след това е командир на рота. Участва в освобождаването на Донбас, битката за Днепър, бие се край Одеса и Днестър. През май 1945 г. капитан Зайцев се връща в Киев и постъпва в болница.
Известно е също, че снайперистите, които е обучил Зайцев, унищожават повече от 3000 противници. Смята се, че е изрекъл фразата: „Зад Волга за нас няма земя“ (всъщност Зайцев озаглавява по този начин личните си записки).

### Смърт
Гвардейски капитан Зайцев умира в Киев на 15 декември 1991 г. Тленните му останки са пренесени на „Мамаев курган“ край Волгоград на 31 януари 2006 г.

## Военни отличия
- Съветски орден „Герой на Съветския съюз“ (?)
- Съветски орден „Ленин“ (?)
- Съветски орден на „Червеното знаме“ (?) – 2-пъти (?)
- Съветски орден на „Отечествената война“ (?) – I степен (?)
- Съветски медал „За храброст“ (?)
- Съветски медал „За защитата на Сталинград“ (?)
- Съветски медал За победата над Германия (?)
- Почетен гражданин на Волгоград (?)

## Отражение в киното
Зайцев става герой в игрални филми:
- „Ангели на смъртта“, Русия – Франция, 1993;
- „Враг пред портата“, САЩ – Германия – Великобритания – Ирландия, 2001. Ролята е изпълнена от Джуд Лоу[6]